# Euagrotis
Euagrotis is een geslacht van vlinders van de familie Uilen (Noctuidae), uit de onderfamilie Noctuinae.

## Soorten
- E. bairdii Smith, 1908
- E. beata Grote, 1883
- E. costigera Walker, 1858
- E. digna Morrison, 1875
- E. espoetia Dyar, 1910
- E. exuberans Smith, 1898
- E. forbesi Franclemont, 1952
- E. illapsa Walker, 1857
- E. lubricans Guenée, 1852
- E. simplicias Morrison, 1874
- E. tenuescens Smith, 1890
- E. tepperi Smith, 1887
- E. yaxcaba Schaus, 1898